# Bóveda del Río Almar
Bóveda del Río Almar es un municipio y localidad española de la provincia de Salamanca, en la comunidad autónoma de Castilla y León. Se integra dentro de la comarca de la Tierra de Peñaranda. Pertenece al partido judicial de Peñaranda y a la Mancomunidad de Peñaranda.
Su término municipal está formado por un solo núcleo de población, ocupa una superficie total de 23,01 km² y según los datos demográficos recogidos en el padrón municipal elaborado por el INE en el año 2017, cuenta con una población de 237 habitantes.

## Toponimia
El topónimo "Bóveda del Río Almar" estaría directamente relacionado con el de "Bovatam, in rivulum de Almar", recogido en el año 1107 en documento del rey Alfonso VI de León, conservado en el Archivo Diocesano de Salamanca, debiéndose el "del Río Almar" a la ubicación de la localidad junto al río Almar.

## Geografía
Por el término municipal pasa el río Zamplón.

## Historia
El primer documento en el que aparece recogido Bóveda del Río Almar data del 30 de diciembre de 1107, fecha en la que se data un documento del rey Alfonso VI de León, en el que se recoge "Bovatam, in rivulum de Almar", como una de las donaciones realizadas al obispado de Salamanca, confirmadas por el monarca leonés en dicho documento. Posteriormente, aún en la Edad Media, Bóveda pasó a formar parte de la Comunidad de Villa y Tierra de Ávila, en el Sexmo de San Vicente, así como del obispado abulense hasta 1833, cuando pasó a pertenecer a la provincia de Salamanca y la Región Leonesa, integrándose en el partido judicial de Peñaranda de Bracamonte.

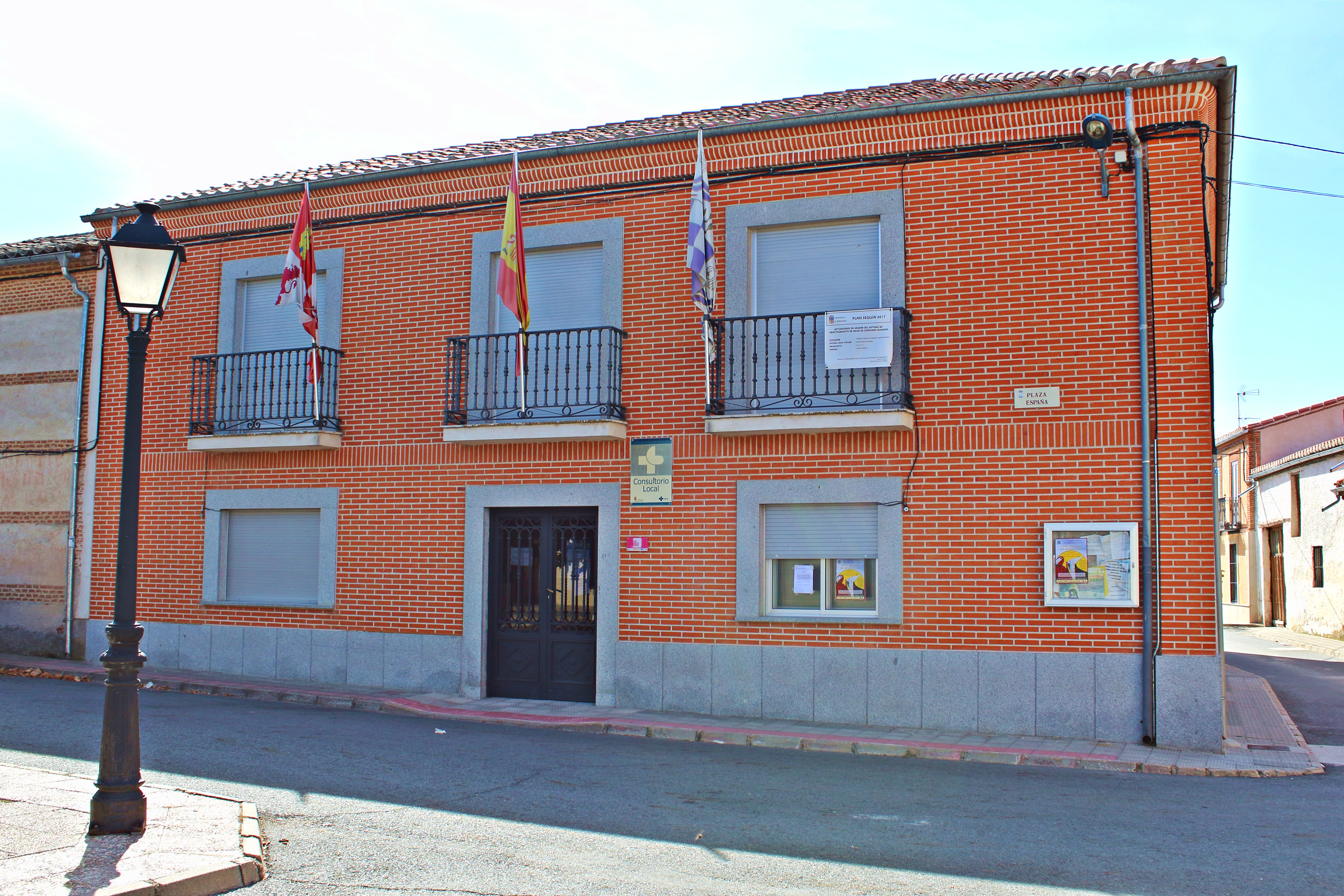
Casa consistorial.

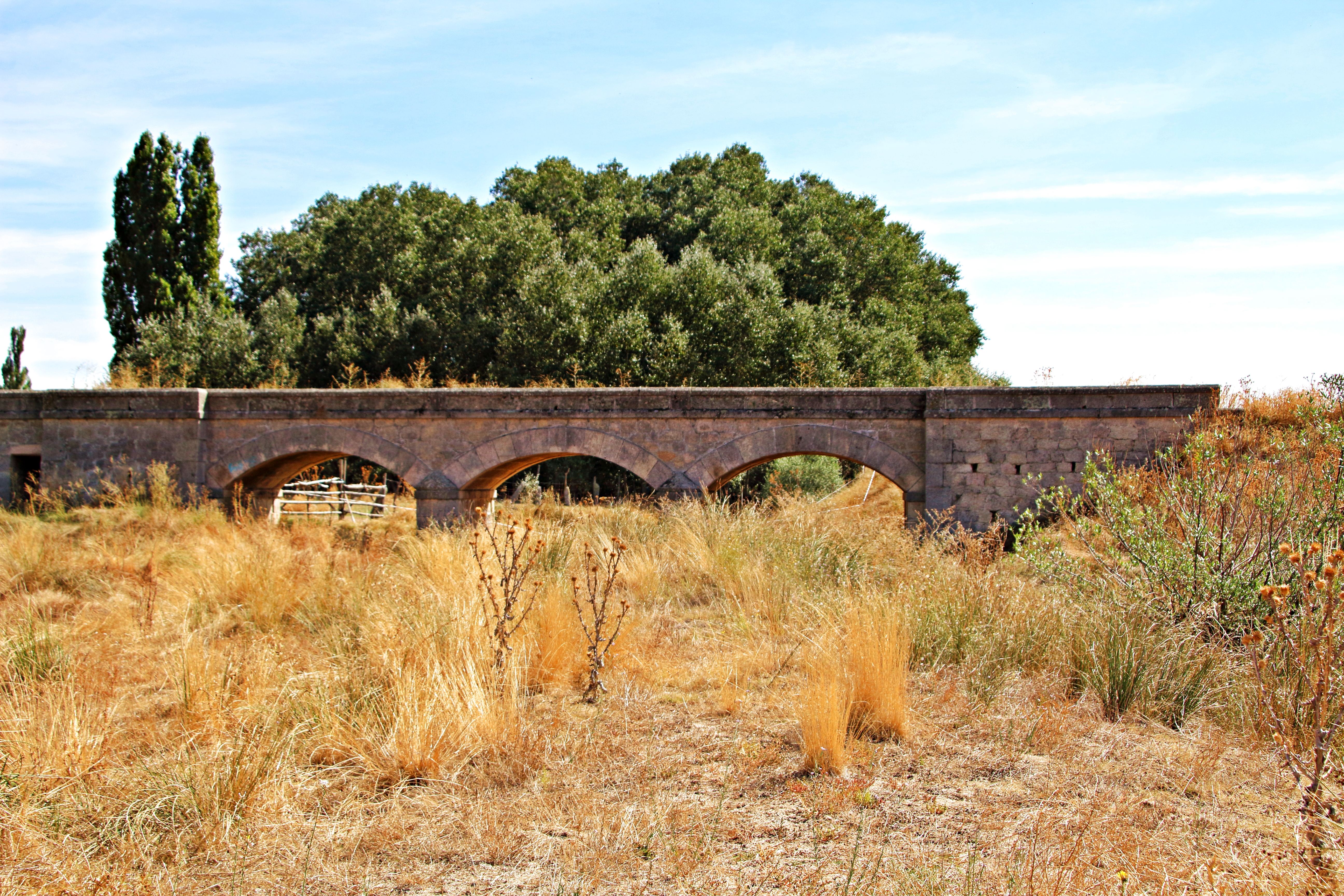
Puente sobre el río Almar.

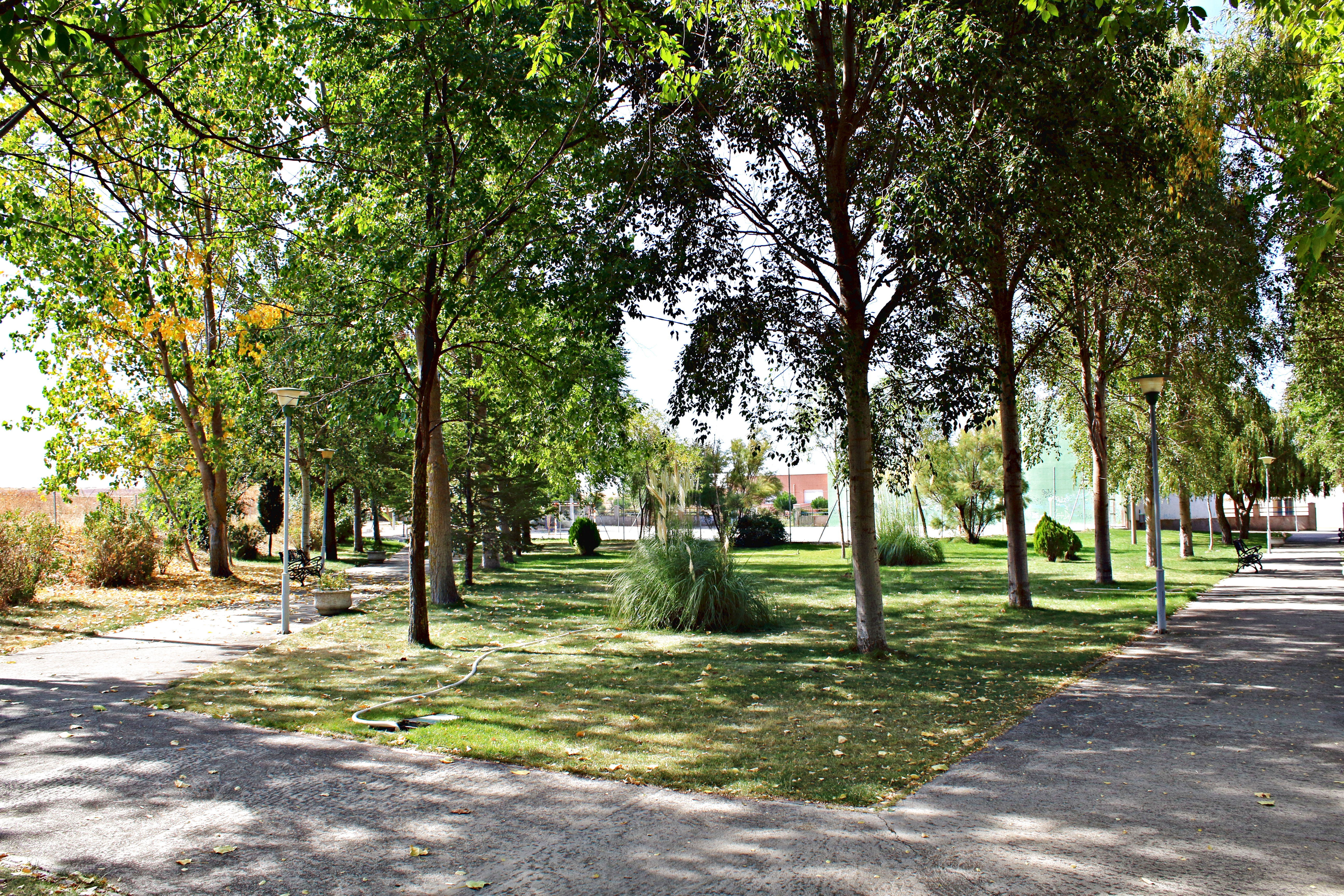
Parque Las Eras.

## Geografía humana

### Demografía
Cuenta con una población de 196 habitantes (INE 2024).
| Gráfica de evolución demográfica de Bóveda del Río Almar entre 1842 y 2021                                                                                                 |
| |
| Población de derecho según los censos de población del INE Población de hecho según los censos de población del INEEn este censo se denominaba Bóveda del Río al Mar: 1842 |

## Monumentos y lugares de interés
- Iglesia parroquial de Nuestra Señora de las Angustias.

## Administración y política
| Partido político                         | 2019  | 2019  | 2019       | 2015  | 2015  | 2015       | 2011  | 2011  | 2011       | 2007  | 2007  | 2007       | 2003  | 2003  | 2003       |
| Partido político                         | %     | Votos | Concejales | %     | Votos | Concejales | %     | Votos | Concejales | %     | Votos | Concejales | %     | Votos | Concejales |
| Partido Popular (PP)                     | 62,75 | 96    | 4          | 68,64 | 116   | 4          | 78,28 | 155   | 6          | 76,85 | 156   | 6          | 59,62 | 127   | 4          |
| Partido Socialista Obrero Español (PSOE) | 24,84 | 38    | 1          | 24,26 | 41    | 1          | 18,18 | 36    | 1          | 21,67 | 44    | 1          | 37,09 | 79    | 3          |